# Cattivo sangue
Cattivo sangue (Bad Blood) è un volume di fumetti dedicato alle avventure di Buffy Summers, la Cacciatrice di vampiri protagonista dell'omonima serie TV.
Il volume racchiude i fumetti 9-10-11 della serie regolare (mai pubblicati singolarmente in Italia) ed un breve fumetto di sole otto pagine apparso nella collana Dark Horse Presents pubblicato in Italia dalla casa editrice Lexy Produzioni.
Con questo volume inizia una trilogia di pubblicazioni, denominata anch'essa "Cattivo sangue", dedicata alla saga della vampira Selke, già apparsa nel paperback L'ultimo raggio di Sole, nemica giurata di Buffy, colpevole di averla sfigurata, e disperatamente alla ricerca di recuperare la sua sfolgorante bellezza.
La trilogia proseguirà con il volume Demoni da schianto e si concluderà con Pallidi riflessi.
Tutte queste storie sono ambientate nella prima metà della terza stagione televisiva ma non sono state accettate come canoniche da Joss Whedon, il creatore della serie.

## Trama

### Ehi, bell'aspetto - capitolo 1
- Prima pubblicazione USA: Buffy the Vampire Slayer #9 - Hey, good lookin' - part 1 (maggio 1999)
- Testi: Andi Watson
- Disegni: Joe Bennet
- Inchiostro: Rick Ketcham
- Colori: Liquid!
- Copertina: Jeff Matsuda e Jon Sibal

Mentre si godono un momento di intimità, Buffy ed Angel si imbattono nei resti di un braccio umano in avanzato stato di decomposizione: la cosa è particolarmente strana poiché i vampiri si nutrono di sangue fresco e non di cadaveri, quindi il macabro ritrovamento viene portato a Giles per iniziare le sue ricerche. Buffy, nel frattempo, deve affrontare una crisi esistenziale della madre che pensa di sottoporsi ad un intervento di chirurgia estetica perché frustrata di non riuscire più ad avere un bell'aspetto impegnata com'è tra il lavoro ed il ruolo di madre. Dopo aver più volte prenotato e poi disdetto un appuntamento con il dottor Flitter, Joyce viene definitivamente convinta da Buffy di essere bella e fiera così com'è e rinuncia all'incontro con il chirurgo. Proprio in quel momento, il dottor Flitter riceve la visita di un individuo particolarmente ansioso di recuperare la propria bellezza: la vampira Selke. Promettendo al dottore di concedergli la vita eterna, Selke obbliga Flitter a mettersi al suo servizio sperimentando su di lei le varie creme rigeneranti che ha preparato.

### Ehi, bell'aspetto - capitolo 2
- Prima pubblicazione USA: Buffy the Vampire Slayer #10 - Hey, good lookin' - part 2 (giugno 1999)
- Testi: Andi Watson
- Disegni: Joe Bennet
- Inchiostro: Rick Ketcham
- Colori: Liquid!
- Copertina: Chris Bachalo e Art Thibert

Mentre proseguono le ricerche per individuare il gruppo di mangia-cadaveri, Buffy viene convinta da una fotografa a partecipare ad alcuni scatti di prova per un servizio fotografico. Selke si reca da Rouleau, un vampiro membro della sua precedente banda, per chiedere la sua collaborazione nella lotta contro Buffy ma costui dichiara di non essere interessato ad una guerra contro la Cacciatrice scacciando Selke e umiliandola per il suo aspetto mostruoso. Buffy si reca con la madre dalla fotografa ma viene ridicolizzata dalle altre modelle ciniche ed invidiose e il servizio fotografico viene rimandato. Durante la ronda notturna, la Cacciatrice ed i compagni si imbattono in alcuni strani vampiri intenti a banchettare con un cadavere e vengono malmenati da Buffy con l'aiuto di Angel. L'indomani, allo studio fotografico, si scopre che questi vampiri sono in realtà le modelle ciniche, le quali progettano di vendicarsi di Buffy invitandola ad uscire con loro. Giunta all'appuntamento, la Cacciatrice viene prontamente attaccata dalle vampire ma la lotta si risolve in favore di Buffy grazie anche all'intervento di Angel. Nel frattempo Selke è su tutte le furie per il trattamento subito da Rouleau.

### Un ragazzo di nome Sue
- Prima pubblicazione USA: Buffy the Vampire Slayer #11 - A boy named Sue (luglio 1999)
- Testi: Andi Watson
- Disegni: Joe Bennet
- Inchiostro: Rick Ketcham
- Colori: Guy Mayor
- Copertina: Jeff Matsuda e Jon Sibal

A Sunnydale è tempo per gli studenti di donare il sangue per cui Buffy e Giles sorvegliano continuamente il furgoncino dell'ambulatorio mobile presso cui si recano a turno gli studenti. Tra questi si presenta Todd Dahl, cantante di una band chiamata Double-Cross e convinto playboy, che nota Buffy e si promette di conquistarla. Fans dichiarata di Todd è Amy, che gli chiede l'autografo più volte e prova ad attirarlo durante il concerto. Todd, concentrato su Buffy ed infastidito dagli assalti della fan, la scaccia in malo modo contrariato nel vedere i suoi tentativi di approccio con Buffy continuamente respinti. Per vendicarsi, l'indomani Todd sparge la voce di aver avuto un rapporto sessuale con Buffy scatenando l'interesse di tutti gli studenti e la rabbia di Amy, anche lei desiderosa di vendetta nei confronti di colui che l'ha brutalmente respinta. Nel frattempo il dottor Flipper riesce a decifrare un incantesimo grazie al quale trasforma il sangue di un giovane vampiro in una pozione capace di restituire il suo bellissimo aspetto a Selke. Mentre si trova nel bagno dei ragazzi, Todd si trasforma in una ragazza e deve fuggire tra le chiacchiere maliziose dei compagni che non lo hanno riconosciuto. Buffy capisce immediatamente che l'incantesimo è opera di Amy e la convince, non prima di essersi divertite un po' alle spalle di Todd, ad annullarlo. Recuperata la sua avvenente bellezza, Selke è pronta ad organizzare la sua vendetta.
- Collocazione: la presenza di Amy permette facilmente di collocare questa serie di fumetti prima dell'episodio Le streghe di Sunnydale (3x13), durante il quale la ragazza si trasforma in topo per sfuggire all'ondata di Inquisizione scatenatasi in città e recupererà il proprio aspetto soltanto nella sesta stagione.

### Ciao Luna
- Prima pubblicazione USA: Dark Horse Presents #141 - Hello Moon (maggio 1999)
- Prima pubblicazione italiana: Lexy Presents Special Book n.4 (agosto 2000)
- Testi: Christopher Golden e Dan Brereton
- Disegni: Joe Bennet
- Inchiostro: Jim Amash
- Colori: Guy Major
- Copertina (di Dark Horse Presents #141): Joe Bennet

Buffy termina anticipatamente la sua ronda e sente il bisogno di rimanere un po' da sola per riflettere. Decide di passeggiare sulla spiaggia al chiar di Luna ma si imbatte in una creatura verde. La Cacciatrice attacca immediatamente ma la creatura la blocca e le domanda il motivo dell'aggressione, visto che lui non le aveva fatto niente. Svanita la minaccia, Buffy si scusa con la creatura e costui le racconta di essere un prescelto incaricato dalla sua gente di trovare un posto nuovo dove vivere: avendo fallito nella sua missione, la creatura preferisce morire piuttosto che tornare dal suo popolo e raccontare il suo fallimento. Buffy, che conosce bene il peso che grava su qualcuno quando si è un prescelto, prova a consolare la creatura ma viene scacciata da questa in malo modo. Mentre si sta allontanando, Buffy viene attaccata da quattro vampiri e messa in difficoltà. La creatura sente quando uno dei vampiri riconosce la Cacciatrice e corre in suo aiuto poiché sa che anche lei è una prescelta. Dopo aver eliminato due vampiri e messo in fuga gli altri due, la creatura chiede a Buffy perché continua a combattere una lotta che la Cacciatrice sa essere senza fine. La risposta di Buffy ("combatto perché posso, combatto per difendere le persone che amo") convincono la creatura a riprendere con fiducia la missione che gli ha affidato il suo popolo.
- Collocazione: Buffy sente il bisogno di stare da sola e questo avviene nelle prime puntate della serie; la storia (di sole 8 pagine) è priva di altri personaggi del cast e di riferimenti ad episodi del telefilm per cui si presta a numerose collocazioni. Potrebbe essere ambientata sia a Los Angeles (durante il primo episodio) che a Sunnydale (dopo il ricongiungimento con il gruppo avvenuto nel secondo episodio).